# Balsfjord
69°14′30″N 19°14′17″Ø / 69.24167°N 19.23806°Ø
Balsfjord kommune (samisk: Báhccavuona gielda, kvænsk: Paatsivuonon komuuni) ligger i Troms og Finnmark fylke i Norge. Den grænser i nord til Tromsø, i øst til Storfjord, i syd til Målselv og over fjordene i vest til Lenvik.
Malangen i den vestlige del af kommunen var selvstændig kommune frem til 1964.
I kommunen ligger også en afdeling af Midt-Troms Museum, Fjordmuseet på Storsteinnes, som viser naturhistorie.

## Geografi
Kommunen er domineret af de to fjorde Balsfjorden og Malangen. Rundt om fjordene er flade, frugtbare marker, som giver gode forhold for landbrug. De sydlige dele af kommunen mod Målselv har mange store søer: Sagelvvatn, Josefvatnet, Indre og Ytre Fiskelausvatn, Takvatn og Fjellfrøsvatnet. Mod nord ligger de sydligste fjelde i Lyngsalpan, hvor den 1.505 meter høje Piggtind står på grænsepunktet mellem Balsfjord, Tromsø og Lyngen kommuner. Helt i sydøst ligger Tamokdalen, omkranset af de massive fjelde, som er karakteristiske for Indre Troms.
Kommunen har to byer: Nordkjosbotn, som er et vigtigt trafikknudepunkt med videregående skole og kommunecenteret Storsteinnes med børne- og ungdomsskole.
Det højeste bjerg i Balsfjord er Rostafjellet (1.590 moh.), tæt efterfulgt af Vassdalsfjellet (1.587 moh.), Lille Russetinden (1.527 moh) og Rasmustind (1.224 moh).
E6 og E8 går gennem kommunen, og de to europaveje mødes i Nordkjosbotn.

## Erhvervsliv
Balsfjord er Nordnorges største landbrugskommune, og landbrug og tilknyttet industri er de vigtigste erhverv i kommunen.

## Personer fra Balsfjord
- Edvard Holm Johannesen († 1901)[1]
- Andreas Beck († 1914), fangstmand, skibsreder
- Lillemor von Hanno († 1984), skuespiller, forfatter
- Otto Bastiansen († 1995), professor (kjemi)[2]
- Asbjørn Sjøthun († 2010), politiker, stortingsmand
- Helge Solvang († 2013), lokalpolitiker[3][4][5][6][7]